# Reichardia
Reichardia là một chi thực vật có hoa trong họ Cúc (Asteraceae).

## Loài
Chi Reichardia gồm các loài: